# Sinagoga Kahal Kadosh Beth Elohim
La sinagoga Kahal Kadosh Beth Elohim (Kahal Kadosh Beth Elohim Synagogue), così chiamata dal nome della comunità ebraica locale, è una sinagoga ottocentesca del periodo precedente alla guerra civile americana. Costruita tra il 1840 e il 1841 a Charleston (Carolina del Sud), in luogo della sinagoga vecchia di Charleston, sorta nel 1794 ma distrutta nell'incendio della città nel 1838, la sinagoga Kahal Kadosh Beth Elohim è - dopo la sinagoga Touro di Newport - la seconda più antica sinagoga ancora esistente nel territorio degli Stati Uniti.

## La costruzione
La comunità ebraica di Charleston (Carolina del Sud), costituitasi nel 1749 ancora in periodo coloniale, con l'indipendenza americana era cresciuta a diventare ai primi dell'Ottocento la più importante di tutta l'Unione, assieme a quella di New York.
Già nel 1794 la comunità si era dotata di una sinagoga monumentale degna del suo prestigio. La sinagoga vecchia di Charleston tuttavia andò distrutta in modo irreparabile nel grande incendio che nel 1838 divorò buona parte della città. Fu un grave colpo per la comunità. Si decise perciò immediatamente di ricostruirla sullo stesso luogo (al n.90 di Hasell Street) . Nel frattempo però la comunità, in origine di rito ortodosso, aveva aderito ai principi dell'ebraismo riformato. La nuova costruzione, anche nella scelta di un diverso e più "moderno" stile architettonico, avrebbe riflesso questo cambiamento. Della sinagoga vecchia di Charleston fu conservata solo la recinzione in ferro battuto risalente al 1794.
A progettare il nuovo edificio fu chiamato l'architetto di New York Cyrus L. Warner. I verbali conservatisi delle riunioni della congregazione in quel periodo rivelano che ci furono molte discussioni circa le dimensioni e le decorazioni della sinagoga e in particolare sulla decisione, presa solo a maggioranza, di inserirvi l'organo, che rappresentava a quel tempo una innovazione radicale rispetto alla tradizione ortodossa. La cerimonia di dedicazione avvenne agli inizi del 1841 con grande concorso di fedeli e autorità locali e fu presieduta dal rabbino Gustavus Poznanski.

## L'architettura

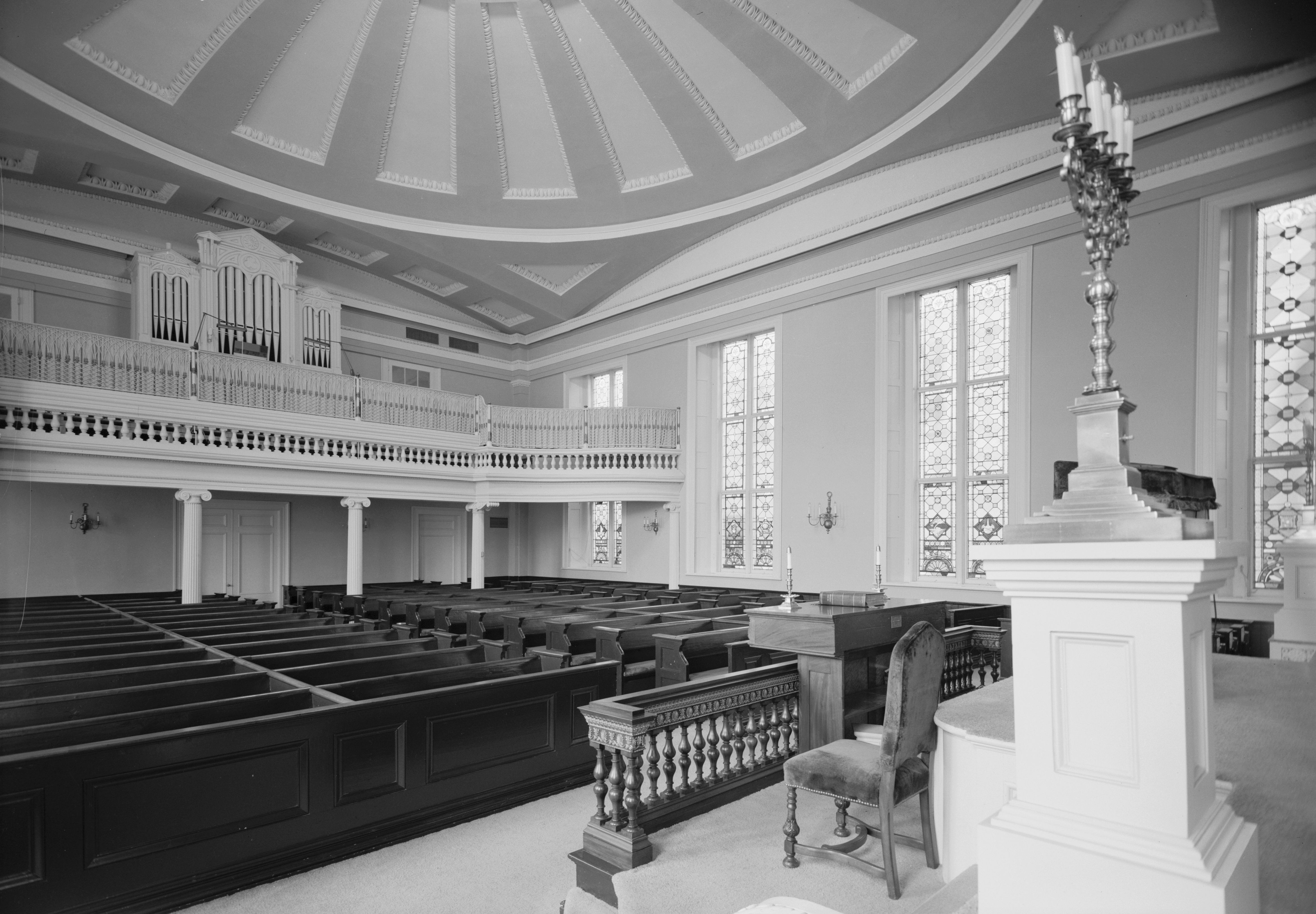
veduta dell'interno con l'organo

Warner creò un edificio neoclassico, che nella sua forma esterna richiama la tipologia dei templi greci con un pronao a sei colonne doriche sormontato da un timpano privo di decorazioni. Sopra la grande porta d'ingresso campeggia l'iscrizione, in ebraico e in inglese, della prima frase dello Shema Israel ("Ascolta, Israele, il Signore è nostro Dio, il Signore è Uno").
La sala rettangolare, dipinta di bianco, è molto luminosa, illuminata da ampi finestroni. Le vivaci vetrate colorate odierne, con simboli religiosi ebraici, sono del 1886 a sostituzione di quelle originali distrutte nel terremoto di quell'anno. Una fila di colonne sorregge la galleria sulla parete di ingresso dove fu collocato anche l'organo.
L'arca in mogano si trova sulla parte di fondo sotto un baldacchino decorato con quattro colonne corinzie.
Originariamente il leggio per la lettura della Legge era collocato al centro della sala, secondo la tradizione sefardita, con i sedili posti lungo i lati, riprendendo lo schema della sinagoga vecchia. Nel 1879 tuttavia, seguendo le nuove mode del tempo, il leggio fu spostato in fronte all'arca. Il corpo della sinagoga veniva così a poter essere diviso in una doppia fila di sedili al centro e due file sui lati.
Il soffitto a cassettoni, con un motivo circolare, è decorato da stucchi.

## Storia della sinagoga, dalla costruzione ai giorni nostri
Le vicende della sinagoga si intrecciano con quella della storia americana e con le sorti della locale comunità ebraica.
La sinagoga fu gravemente danneggiata durante la guerra civile americana. Gli ornamenti più preziosi che per precauzione erano stati mandati a Columbia (Carolina del Sud) furono o perduti o rubati. Nonostante si proponesse anche di costruire altrove una nuova sinagoga, alla fine prevalse la decisione di restaurare l'edificio nella sua forma originale. Solo nel 1879 alcune modifiche furono fatte all'interno con lo spostamento del leggio di fronte all'arco e l'installazione delle panche attuali.
Nell'agosto del 1886 anche la sinagoga subì forti danni in conseguenza del terremoto che aveva colpito la città e si dovette procedere a lavori di consolidamento e al rifacimento delle vetrate. Da allora niente è più sostanzialmente cambiato. In tutta la sua storia la sinagoga non ha mai cessato di essere attiva e può oggi vantarsi di essere la più antica sinagoga negli Stati Uniti utilizzata senza interruzioni sino ai giorni nostri.
Nel secondo dopoguerra la sinagoga vede riconosciuta la sua importanza artistica e storica e l'attenzione si sposta sulla sua natura di monumento nazionale da preservare oltre che sulla sua perdurante funzione cultuale. Nel 1978 l'edificio fu incluso nel National Register of Historic Places e nel 1980 fu designato ufficialmente come un National Historic Landmark. Oggi la sinagoga, ancora attiva al servizio di una numerosa congregazione, è una delle attrazioni turistiche più popolari della città di Charleston (Carolina del Sud) con decine di migliaia di visitatori ogni anno.

## Galleria d'immagini

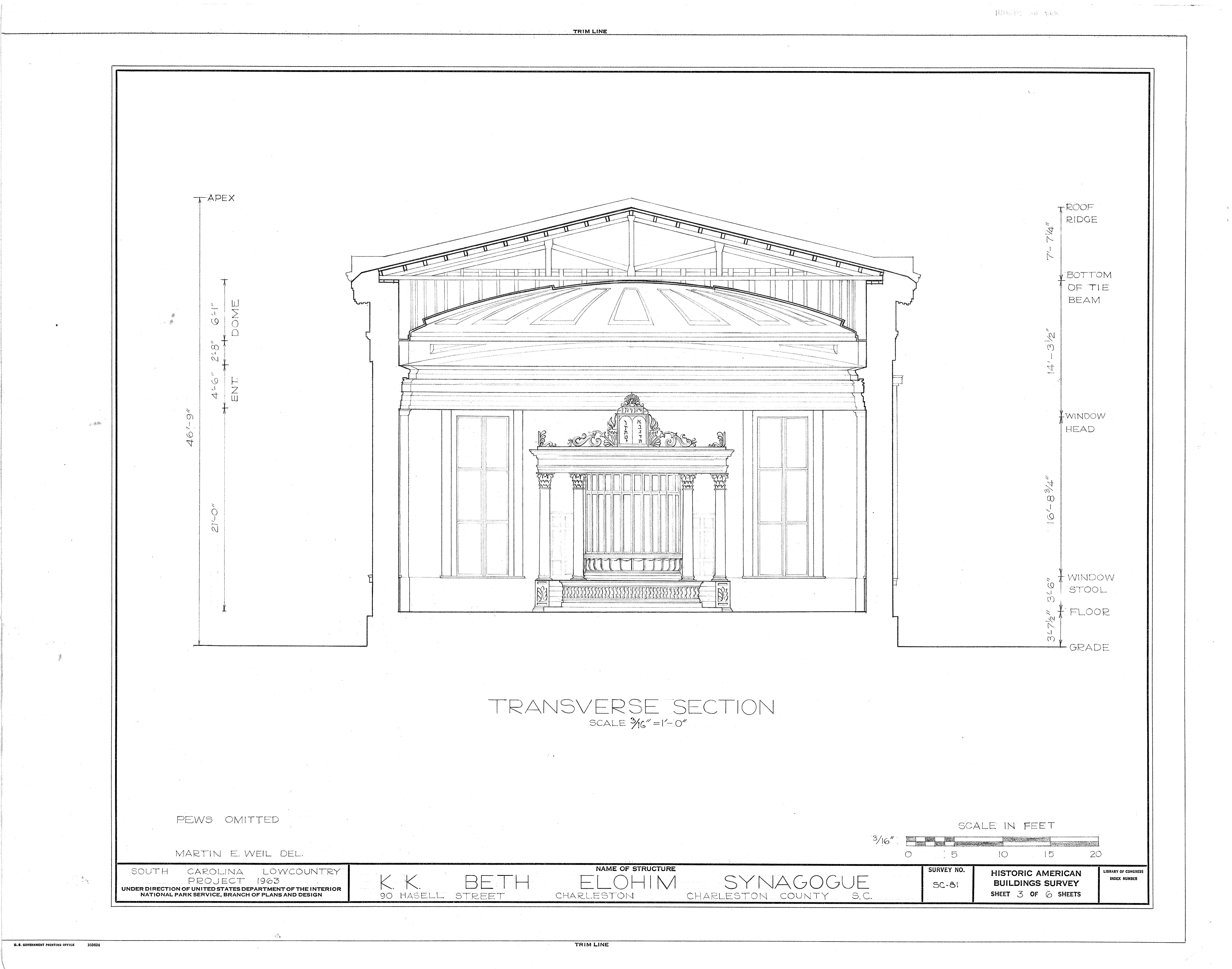
Piani di costruzione: l'arca santa
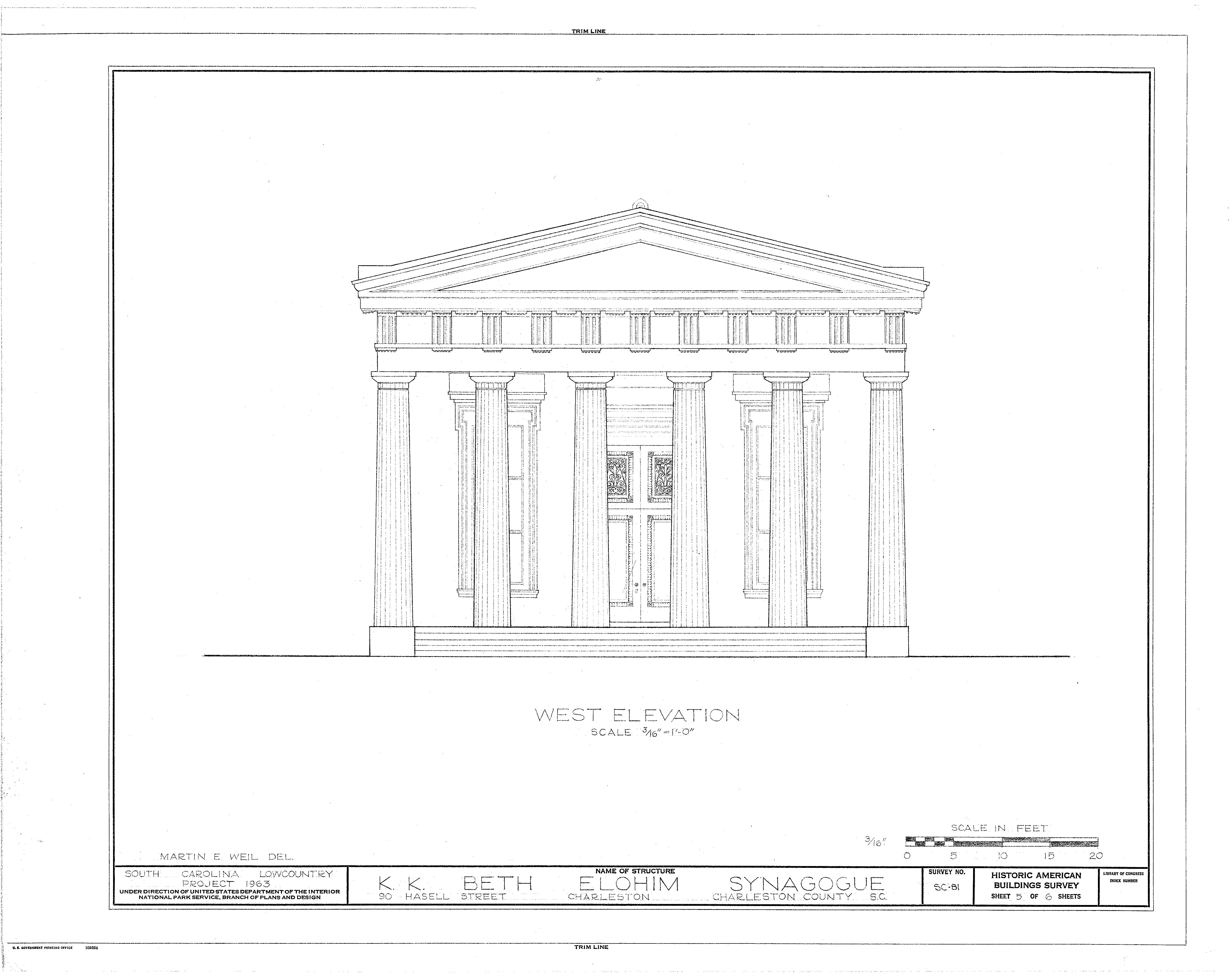
Piani di costruzione: la facciata
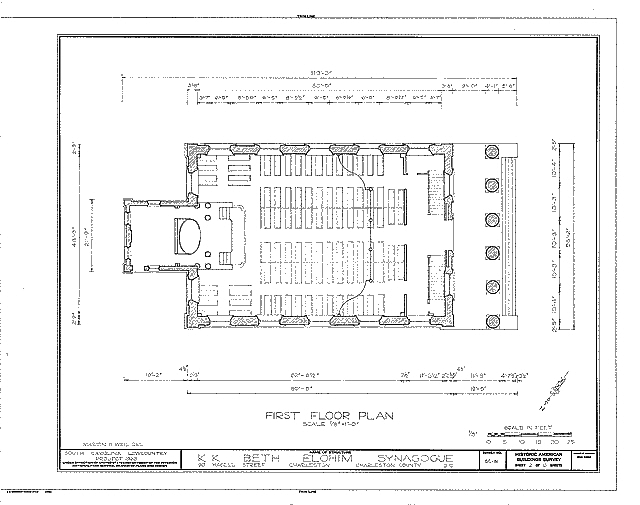
Piani di costruzione: l'interno
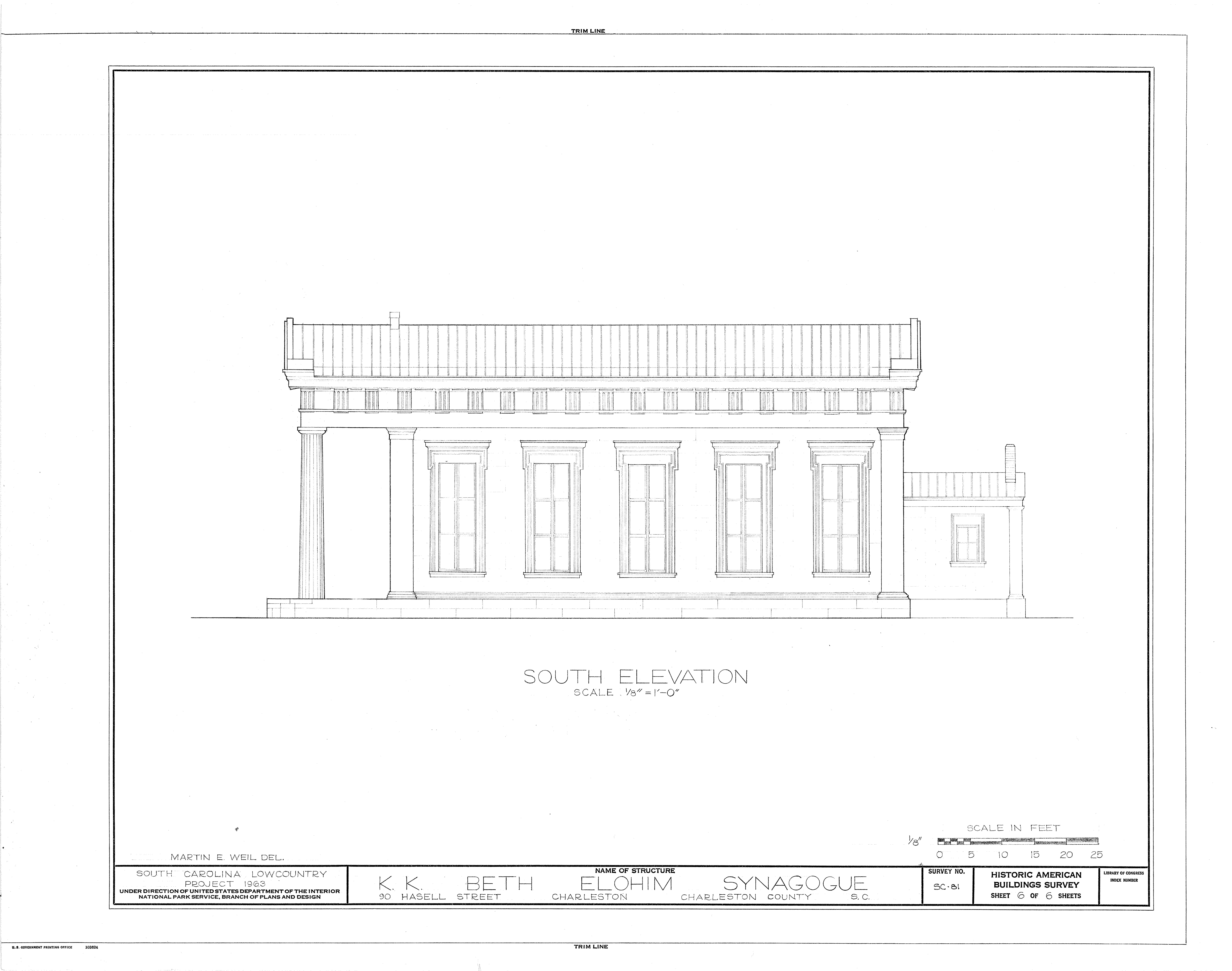
Piani di costruzione: la fiancata

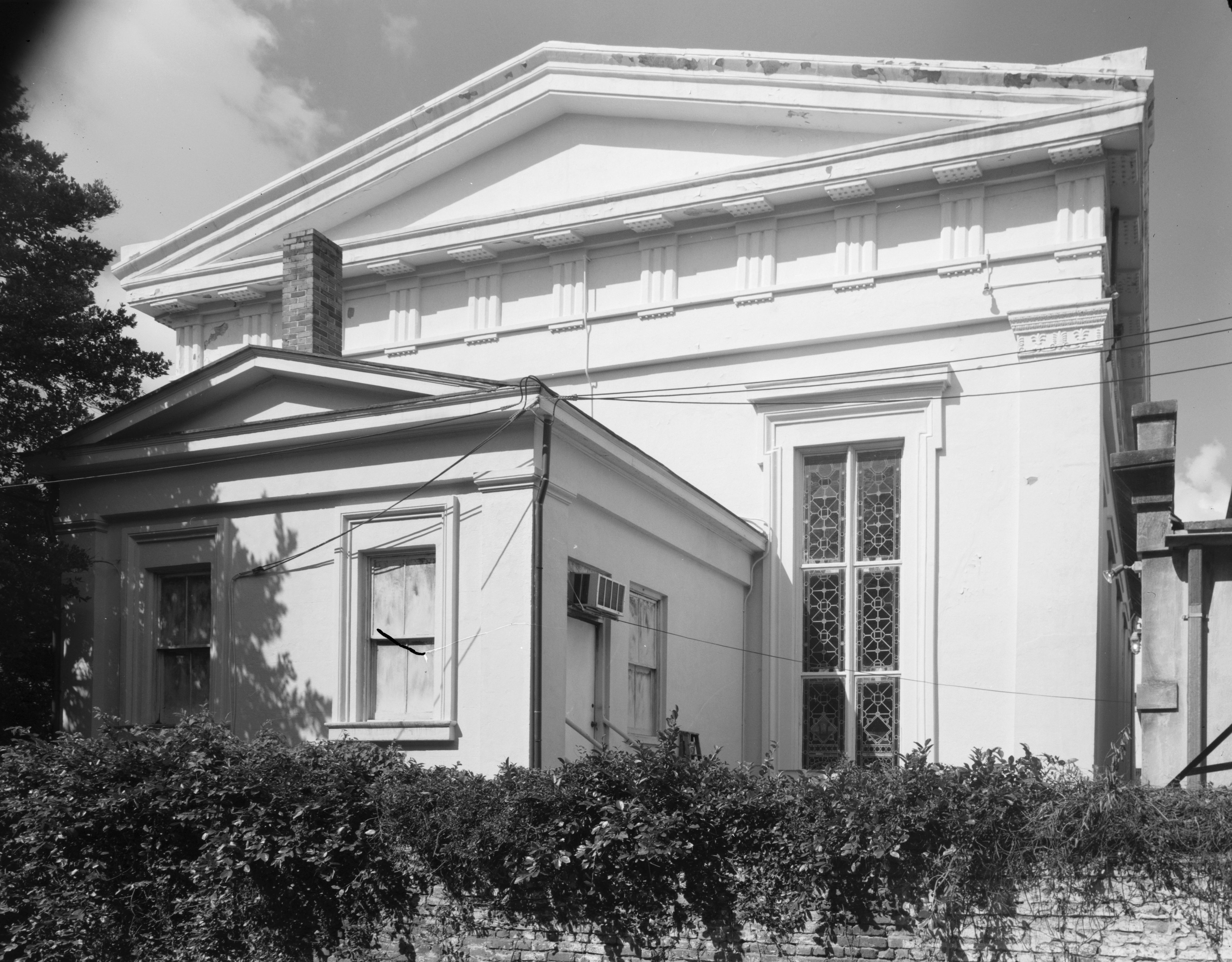
Il retro della sinagoga
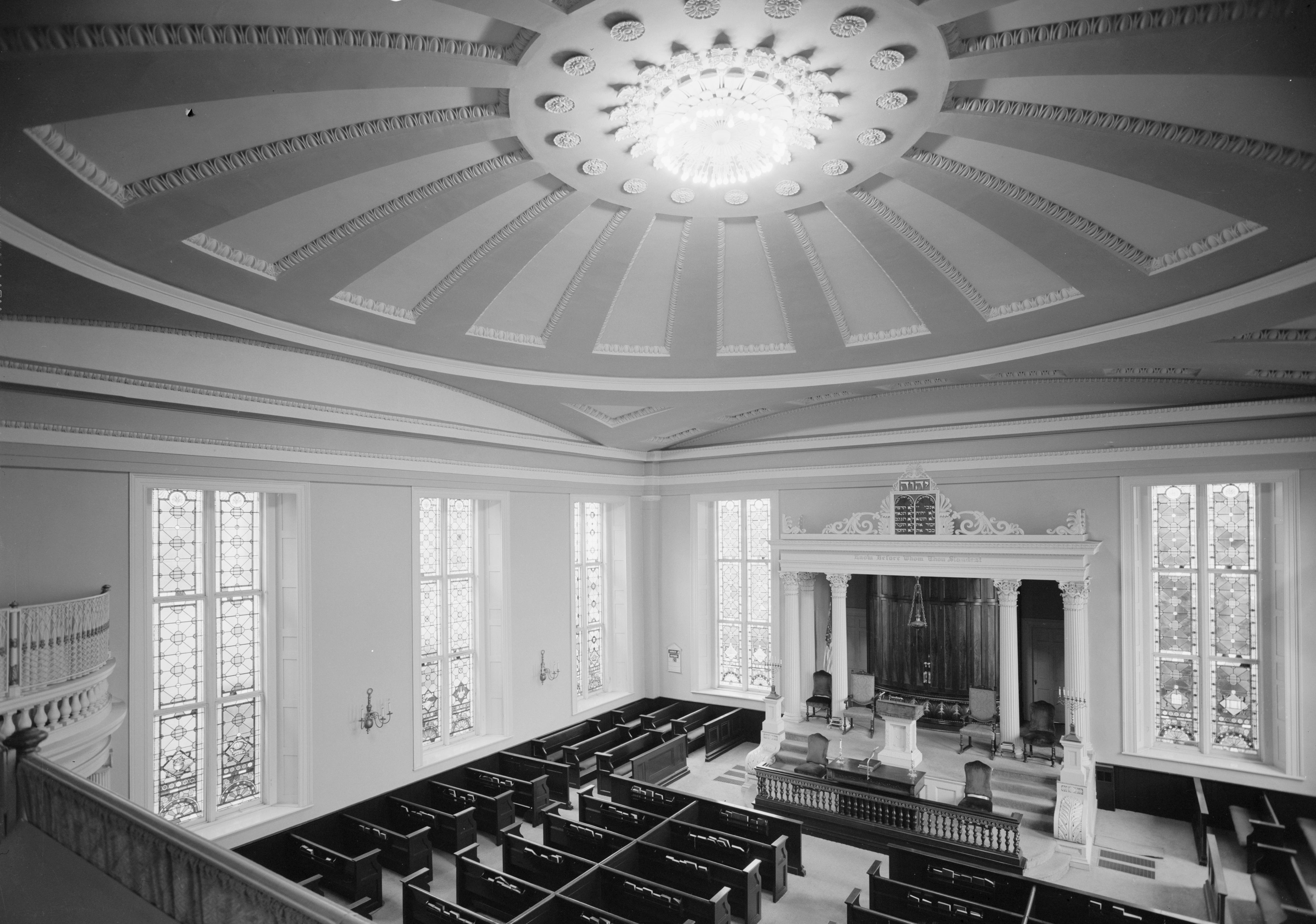
L'interno e il soffitto visti dalla galleria
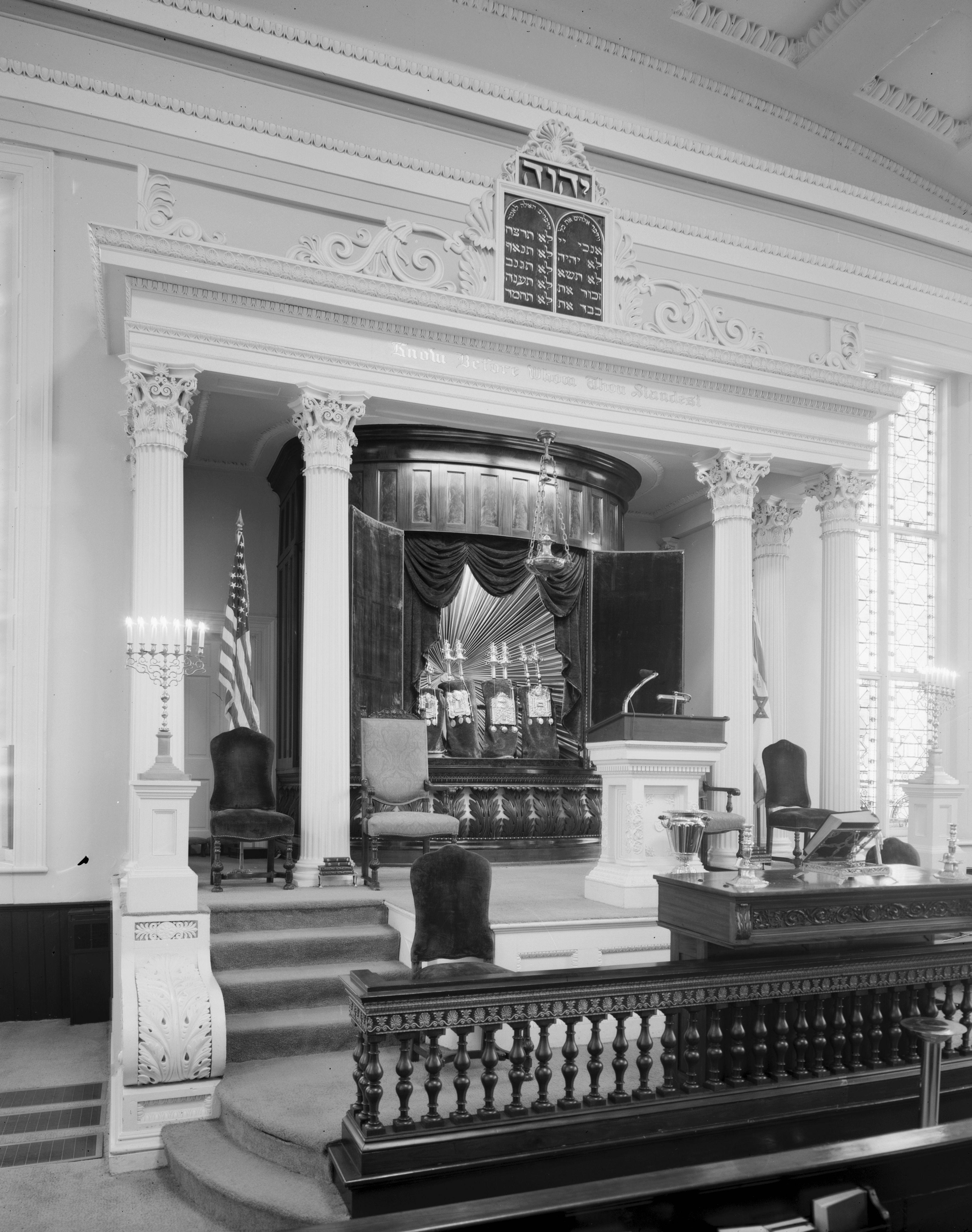
L'arca e il leggio
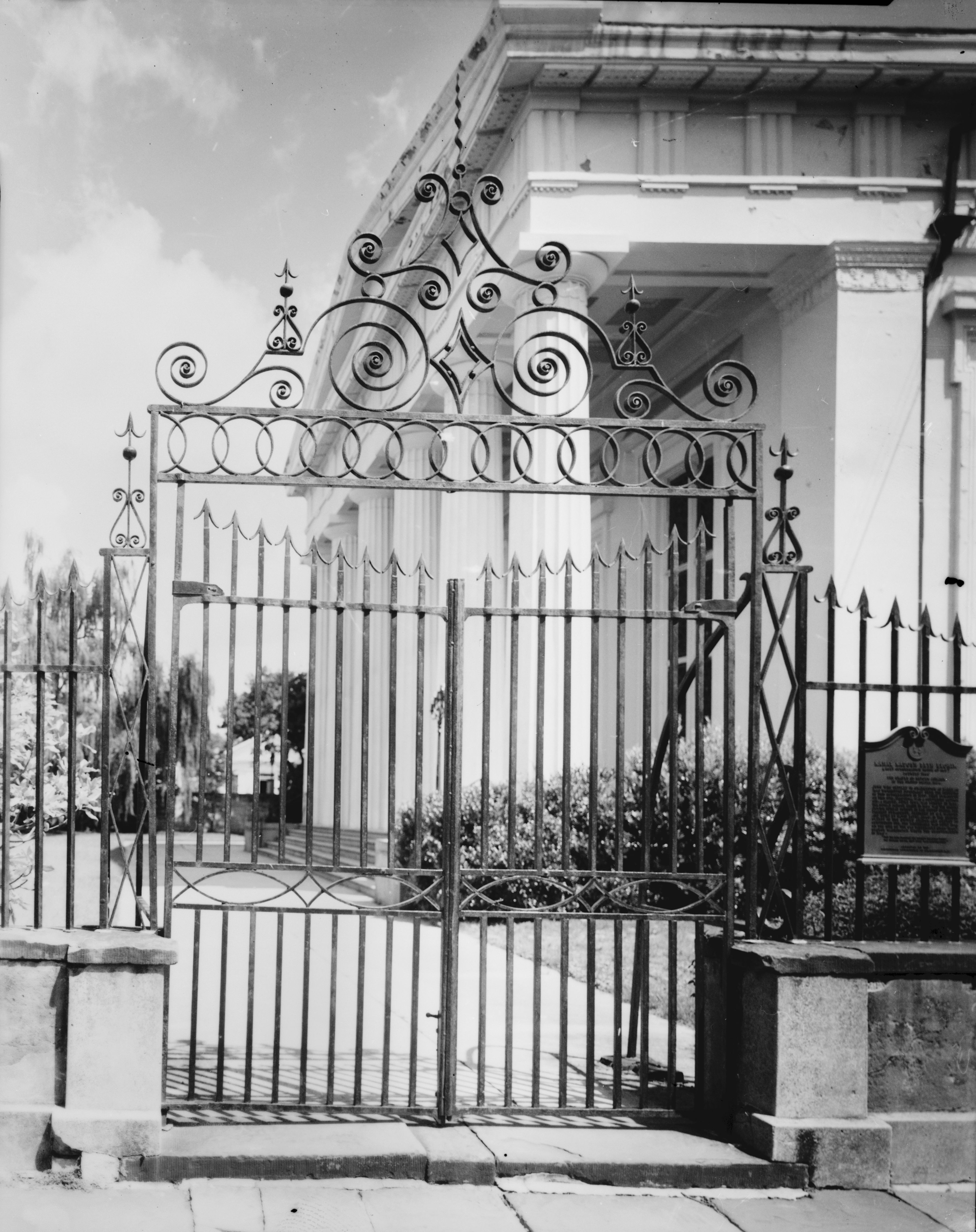
Ingresso con il cancello in ferro battuto
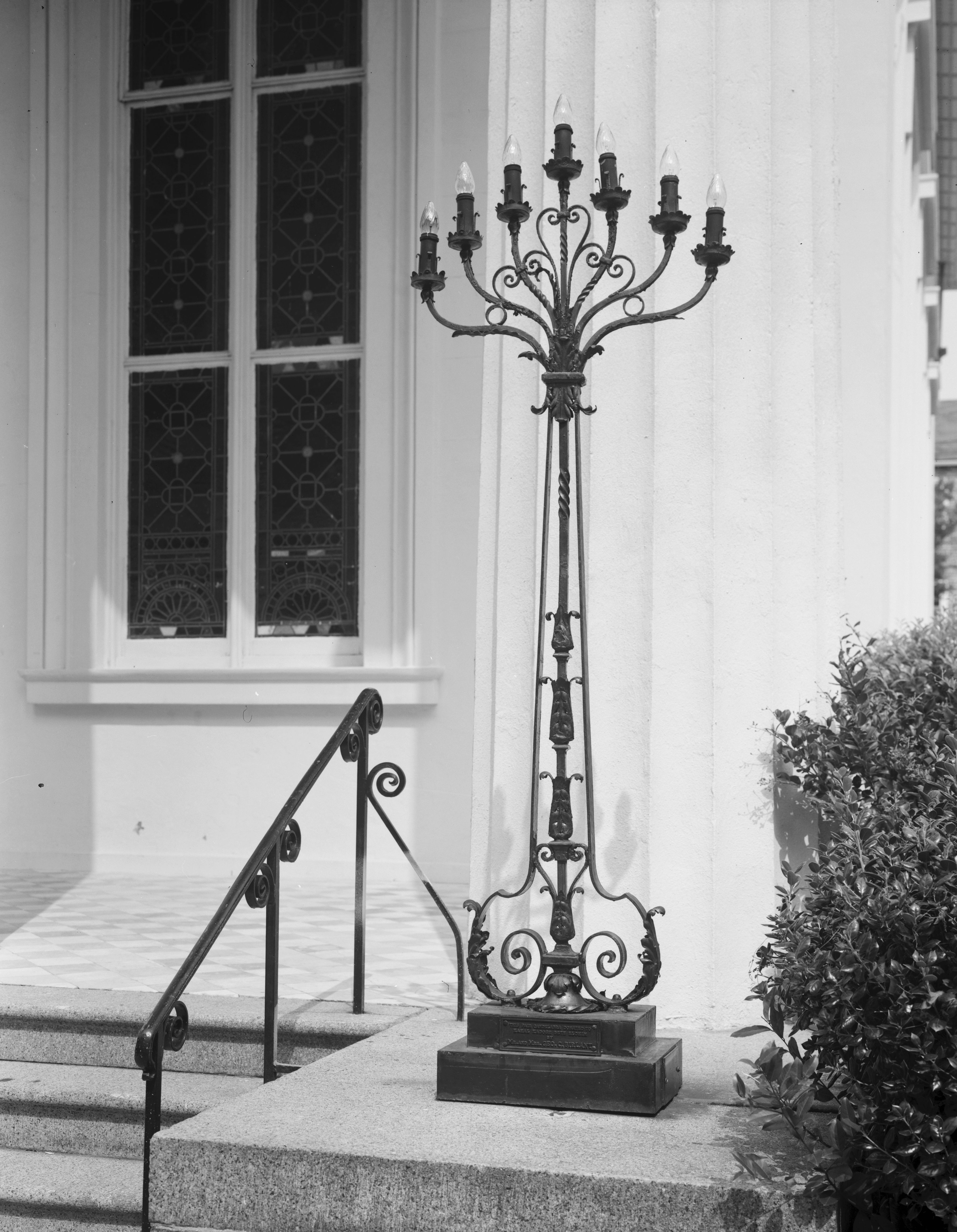
Candelabro in ferro battuto